# Римокатоличка црква Светог Ивана Непомука у Гибарцу
Римокатоличка црква Светог Ивана Непомука у Гибарцу, месту у општини Шид, подигнута је половином 19. века. Представља непокретно културно добро као споменик културе од великог значаја.

## Архитектура цркве
Римокатоличка црква у Гибарцу прославља празник посвећен Светом Ивану Непомуку. Подигнута је као једнобродна грађевина која је на истоку завршена споља петостраном олтарском апсидом, док се на западној страни уздиже звоник. 
Бочне фасаде су рашчлањене плитким пиластрима, контрафорима и сегментно завршеним прозорима, од којих је онај изнад сакристије (дозидане уз јужни део презвитеријума) нешто мањих димензија од осталих. Симетрично решено прочеље цркве подељено је пиластрима на три поља: у централном се налази улаз у храм, надвишен прозором, а на бочним слепе нише. Изнад профилисаног кровног венца је трапезоидни фронтон који прати линије двосливног крова и на који се надовезује четворострани звоник засечених ивица. 
На главном олтару цркве чува се слика анонимног мајстора 19. века, изведена у техници уља на платну, са представом патрона цркве у молитви, окруженог анђелима. У унутрашњости цркве налази се зидна слика Св. Тројице као и дрвена, делимично позлаћена проповедаоница покривена балдахином.